# NGC 1095
NGC 1095 est une galaxie spirale barrée située dans la constellation de la Baleine. NGC 1095 a été découverte par l'astronome français Édouard Stephan en 1876.

## Caractéristiques
Sa vitesse par rapport au fond diffus cosmologique est de 6 187 ± 16 km/s, ce qui correspond à une distance de Hubble de 91,3 ± 6,4 Mpc (∼298 millions d'al).
À ce jour, trois mesures non basées sur le décalage vers le rouge (redshift) donnent une distance de 87,700 ± 15,163 Mpc (∼286 millions d'al), ce qui est à l'intérieur des valeurs de la distance de Hubble.
La classe de luminosité de NGC 1095 est III et elle présente une large raie HI.